# Soy Luna
Soy Luna argentinska je telenovela koja se prikazivala od 14. ožujka 2016. do 17. kolovoza 2018. godine na Disney Channelu. Seriju su razvili Disney Channel Latin America i Disney Channel Europe, Middle East i Africa.

## Radnja
Serija prati život 16- godišnje Lune Valente (Karol Sevilla). Ona živi sretan život u Càncunu sa svojim posvojiteljima Monicom i Miguelom, te se ropa sa svojim najboljim prijateljem Simonom Àlvarezom. Život joj se mijenja preko noći jer bogata argentinka iz Buenos Airesa Sharon Benson želi njene roditelje u svojoj vili,pa se Luna mora prilagododiti životu u novoj sredini. Otkriva rolersku stazu Jam and Roller gdje dobiva posao, te odlazi u novu školu Black South Colledge. Upoznaje Ninu Simonetti, s kojom postaje veoma bliska i Àmbar Smith, Sharonino kumče koje joj zagorčava život uz pomoć svojih prijateljica Delfine i Jàzmin. Kasnije, Simon dolazi u Buenos Aires, no Luna i Matteo Balsano, Àmbarin dečko se zaljubljuju. Luna danua čudne snove o svojoj prošlosti, no ona ništa ne shvaća. S druge strane Sharon saznaje da je njena nećakinja Sol Benson preživila požar, te počinje tragati za njom.

## Likovi i postava
Hrvatska sinkronizacija nastala je u tvrtki Livada Production 2018. Marina Koret i Petra Kukić odradili su prijevod. Adaptacija je napravila Nina Lolić.

### Glavni likovi
| Ime lika                            | Nacionalnost | Glumac/Glumica         | Prisutnost | Prisutnost | Hrvatski glas                            |
| Ime lika                            | Nacionalnost | Glumac/Glumica         | Epizoda    | Sezona     | Hrvatski glas                            |
| ----------------------------------- | ------------ | ---------------------- | ---------- | ---------- | ---------------------------------------- |
| Luna Valente / Sol Benson           |              | Karol Sevilla          | 1–220      | 1–3        | Dunja Fajdić                             |
| Matteo Balsano                      |              | Ruggero Pasquarelli    | 1–220      | 1–3        | Nikola Marjanović                        |
| Ámbar Smith                         |              | Valentina Zenere       | 1–220      | 1–3        | Ana Ćapalija                             |
| Simón Álvarez                       |              | Michael Ronda          | 1–220      | 1–3        | Adnan Prohić                             |
| Jazmín Carbajal                     |              | Katja Martínez         | 1–220      | 1–3        | Zrinka Antičević                         |
| Gastón Perida                       |              | Agustín Bernasconi     | 1–171      | 1–3        | Dragan Peka                              |
| Delfina „Delfi“ Arismendi           |              | Malena Ratner          | 1–220      | 1–3        | Mia Krajcar                              |
| Nicolás „Nico“ Navarro              |              | Lionel Ferro           | 1–197      | 1–3        | Fabijan Pavao Medvešek                   |
| Pedro Arias                         |              | Gastón Vietto          | 1–220      | 1–3        | Marko Jelić                              |
| Nina Simonetti                      |              | Carolina Kopelioff     | 1–220      | 1–3        | Tihana Fraculj                           |
| Sharon Benson (rojena Bilder)       |              | Lucila Gandolfo        | 1–220      | 1–3        | Matilda Sorić                            |
| Reinaldo „Rey“ Gutiérrez            |              | Rodrigo Pedreira       | 1–220      | 1–3        | Krunoslav Klabučar                       |
| Miguel Valente                      |              | David Murí             | 1–220      | 1–3        | Vinko Štefanac                           |
| Mónica Aguilar                      |              | Ana Carolina Valsagna  | 1–220      | 1–3        | Petra Vukelić                            |
| Amanda                              |              | Antonella Querzoli     | 1–159      | 1–2        |                                          |
| Jimena „Jim“ Medina                 |              | Ana Jara Martínez      | 2–220      | 1–3        | Tara Thaller (1-10) Kristina Habuš (11-) |
| Ramiro Ponce                        |              | Jorge López            | 2–220      | 1–3        | Marko Juraga                             |
| Yamila „Yam“ Sánchez                |              | Chiara Parravicini     | 2–220      | 1–3        | Dora Jakobović                           |
| Tamara Ríos                         |              | Luz Cipriota           | 2–82       | 1–2        | Kristina Gami                            |
| Tino Alcaraz                        |              | Diego Sassi Alcalá     | 2–159      | 1–2        | Marko Movre                              |
| Cato Alcoba                         |              | Germán Tripel          | 2–159      | 1–2        | Zoran Pribičević                         |
| Dr. Ana Valparaíso                  |              | Carolina Ibarra        | 2–220      | 1–3        |                                          |
| Ricardo Simonetti                   |              | Ezequiel Rodríguez     | 3–220      | 1–3        | Željko Šestić                            |
| Mora Barza                          |              | Paula Kohan            | 17–170     | 1–3        | Marina Poklepović                        |
| Alfredo Bilder                      |              | Roberto Carnaghi       | 83–220     | 2–3        |                                          |
| Juliana / Marisa Mint               |              | Estela Ribeiro         | 102–220    | 2–3        |                                          |
| Benicio Banderbield                 |              | Pasquale Di Nuzzo      | 133–220    | 2–3        |                                          |
| Emilia Mansfield                    |              | Giovanna Reynaud       | 140–220    | 2–3        |                                          |
| Gary López                          |              | Joaquín Berthold       | 144–220    | 2–3        |                                          |
| Margarita „Maggie“ García Centurión |              | Victoria Suárez Battán | 166–220    | 3          |                                          |
| Eric Andrade                        |              | Jandino                | 168–220    | 3          |                                          |

### Sporedni likovi
| Ime lika                    | Nacionalnost | Glumac/Glumica       | Prisutnost             | Prisutnost | Hrvatski glas     |
| Ime lika                    | Nacionalnost | Glumac/Glumica       | Epizoda                | Sezona     | Hrvatski glas     |
| --------------------------- | ------------ | -------------------- | ---------------------- | ---------- | ----------------- |
| Roberto Muñoz               |              | Marcelo Bucossi      | 2–3                    | 1          | Branko Smiljanić  |
| Florencia „Flor“ Balsano    |              | Thelma Fardín        | 13–18 133–136          | 1 2        | Anabela Barić     |
| Sebastián Villalobos        |              | Sebastián Villalobos | 25–30 100–115, 145–147 | 1 2        | Lovro Ivanković   |
| Darío                       |              | Darío Barassi        | 33–39                  | 1          | Goran Malus       |
| Mar                         |              | Giuliana Scaglione   | 34–39                  | 1          | Anja Nigović      |
| Arcade                      |              | Santiago Stieben     | 34–40                  | 1          | Jadran Grubišić   |
| Veronica „Vero“             |              | Josefina Pieres      | 35–39                  | 1          | Mima Karaula      |
| Isa                         |              | Micaela Magliocco    | 35–41                  | 1          | Monika Berberović |
| Mariano                     |              | Tomas de las Heras   | 38–80                  | 1          | Marko Cindrić     |
| Daniela                     |              | Sol Moreno           | 45–60                  | 1          | Anabela Barić     |
| Silvana Arial               |              | Micaela Tabanera     | 48–55, 73–74 123–131   | 1 2        | Mima Karaula      |
| Olgita „Olga“ Patricia Peña |              | Mirta Wons           | 55–56                  | 1          | Mirta Zečević     |
| Willy Star                  |              | Leo Trento           | 56–58                  | 1          | Goran Vrbanić     |

Ostali hrvatski glasovi: Ana Takač, Daniel Dizdar, Denin Serdarević, Irena Tereza Prpić, Petra Težak, Ranko Tihomirović, Tara Thaller

## Vanjske poveznice
- Soy Luna u internetskoj bazi filmova IMDb-a